# Trio voor 2 violen en altviool
Het Terzet C groot, opus 74 is een compositie van de Tsjechische componist Antonin Dvořák. Hij schreef het werk in 1887.

## Ontstaan
In 1887, wanneer Dvořák reeds internationale faam verkregen had componeerde hij dit werk. De oorsprong is een toonbeeld van zijn eenvoudig en vriendelijk karakter. Dicht bij zijn huis hoorde hij regelmatig twee amateurs viool spelen en op een dag stelde hij voor om mee te spelen op altviool. Later bewerkte hij dit stuk tot een van de romantische stukken OP.75.

## Delen
1. Introduzione: Allegro ma non troppo
2. Larghetto
3. Scherzo: Vivace
4. Tema con variazioni: Poco adagio

## Bron
- Boekje bij de Brilliant Classics uitgave van all strijkkwartetten door het Stamitz Quartet